# ヘルマン・ノール

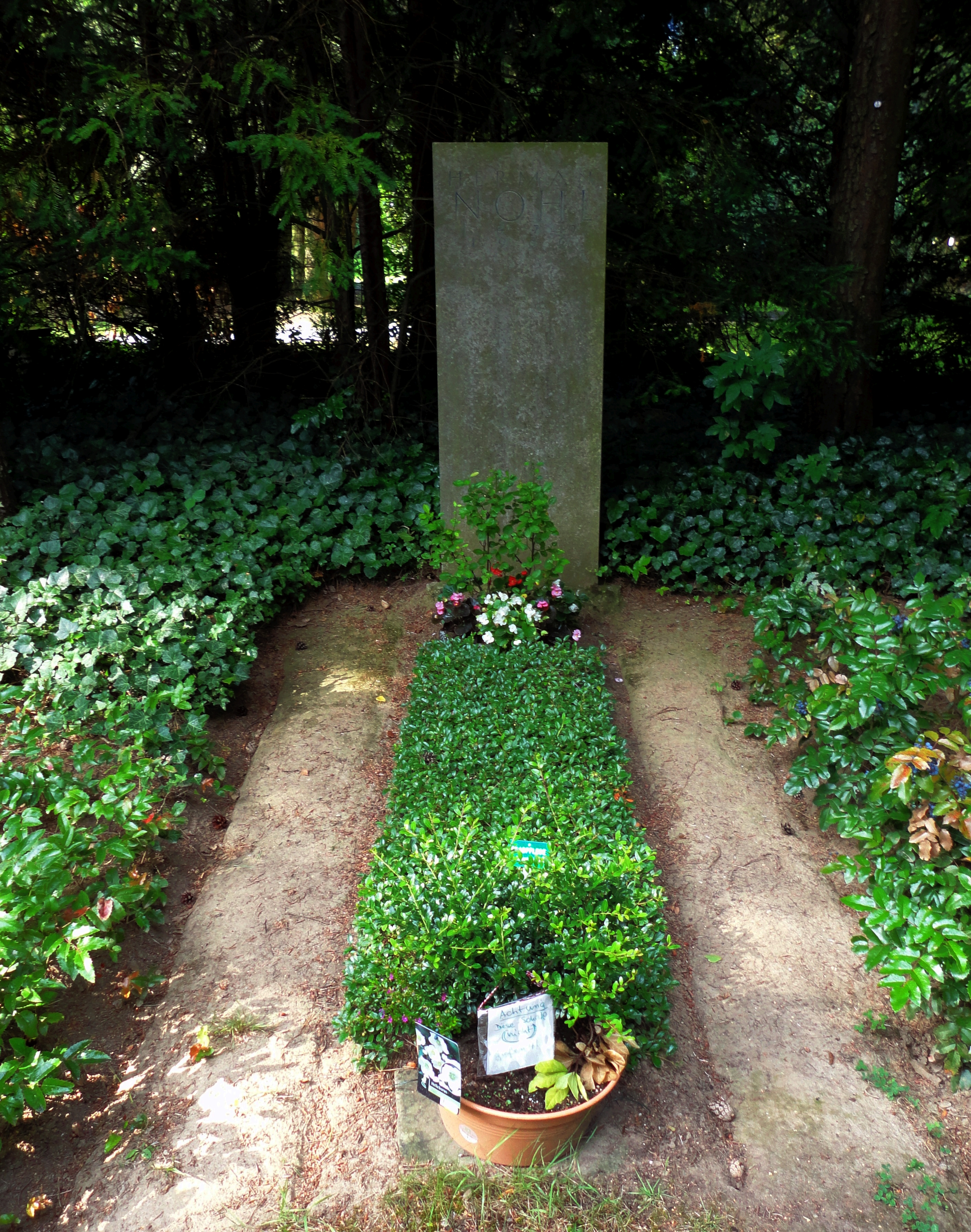
ヘルマン・ノール　墓

ヘルマン・ノール（Herman Nohl, 1879年10月7日 - 1960年9月27日）は、ドイツの哲学者・教育学者。ヴィルヘルム・ディルタイの弟子。ディルタイ系の精神科学的な教育学者たちの中心的な存在で、20世紀初頭のドイツの改革教育運動の理論的リーダーでもあった。
1919年にイェーナ大学に招聘されて大学人としてのキャリアをスタート。1920年にゲッティンゲン大学に移り、以後そこに居を定めるが、ユダヤ人排斥を掲げるナチ党政権下の1937年に大学教授の職を追われる。これは、彼自身はユダヤ人ではないにもかかわらず、小中学校で新教育の担い手として活躍していた彼の弟子たちの多くがユダヤ系だったためである。当時、弟子のエリザベート・ブロッホマンをポーランドに派遣して、ヤヌシュ・コルチャックの本のドイツ語訳出版準備を重ねていたが、この事情で中止になった。
ナチスの独裁が終わって、再び大学に復職。その後もゲッティンゲン大学に留まる。ディルタイ門下の同門ゲオルク・ミッシュも同じくゲッティンゲン大学に在職した。ノールの文献を集めた「ノール・アルヒーフ」はゲッティンゲン大学図書館が所蔵している。彼の下で学んだ人たちの中に、市民大学などで活動し、教育的関係の議論を障害者、医療、高齢者の場面にも拡大し、臨床的な教育学研究の先鞭をつけたヴィルヘルム・フリットナーや人間学的な教育学研究を主導したオットー・フリードリッヒ・ボルノウがいる。また、義務教育学校での哲学教育の強化に尽力したことでも知られている。

## 栄誉
- 1953年6月28日、ゲッティンゲン市の名誉市民の栄誉を受けた。
- ハンブルク大学法学部から名誉博士号を授与される。
- ドイツ国内には、彼の名前を採った「ヘルマン・ノール学校」という校名の学校が、オスナブリュック、ベルリン、ヒルデスハイム、キルヒハイムボーランデン、ゲッティンゲン、シュトゥットガルトと6校ある。

## 主要な著作
- Jugendwohlfahrt（青少年福祉）, Leipzig 1927
- Charakter und Schicksal（性格と宿命）, Frankfurt/M. 1938
- Die pädagogische Bewegung in Deutschland und ihre Theorie（ドイツの教育運動とその理論）, Frankfurt/M. 1935
- Pädagogik aus dreißig Jahren（30年間の教育学）, Frankfurt/M. 1949
- 『ドイツの新教育運動』明治図書 1987年
- 『人物による西洋近代教育史』玉川大学出版部 1990年
- 『哲学入門』玉川大学出版部 1996年
- 『ドイツ精神史 ゲッチンゲン大学講義』（オットー・フリードリッヒ・ボルノウ編）玉川大学出版部 1997年
- 坂越正樹『ヘルマン・ノール教育学の研究 ドイツ改革教育運動からナチズムへの軌跡』風間書房 2001年